# Lemay (Missouri)
Lemay ist eine Siedlung auf gemeindefreiem Gebiet, die zu statistischen Zwecken als Census-designated place (CDP) geführt wird. Lemay liegt im St. Louis County im US-amerikanischen Bundesstaat Missouri und ist Bestandteil der Metropolregion Greater St. Louis. Das U.S. Census Bureau hat bei der Volkszählung 2020 eine Einwohnerzahl von 17.117 ermittelt.

## Geschichte
Der Namensgeber ist Francois Lemai. Im frühen neunzehnten Jahrhundert hat er eine Fähre über den Meramec River operiert.

## Geografie
Lemay liegt bei 38°31′57″N 90°17′7″W (38.532552, -90.285332).
Die Siedlung hat eine Fläche von 12 km², und 0,52 km², oder 4,19 %, ist Wasser.

## Demografie
Laut Volkszählung im Jahr 2000 lebten 17.215 Personen, in 7.186 Haushalten und 4.390 Familien in der Siedlung. Die Bevölkerungsdichte war 1.528,0 Einwohner je km². Es gab 7.580 Wohneinheiten. Die Bevölkerung bestand zu 98,51 % aus Weißen, 0,02 % aus Afroamerikanern, 0,007 % aus Indianern, 0,53 % aus Asiaten, 0,01 % aus Pazifischen Insulanern, 0,66 % aus anderen races, und 0,96 % aus multiethnischen Amerikanern (zwei oder mehr races). Hispanic oder Latino waren 1,03 % der Bevölkerung.
Es gab 7.186 Haushalte; 26,5 % hatten Kinder unter 18 Jahren, 43,6 % waren zusammenlebende Ehepaare, 12,6 % hatten eine weibliche Hauseigentümerin ohne Ehemann, und 38,9 % waren nicht Familien. 34,3 % der Haushalte bestanden aus alleinlebenden Personen. 16,8 % der Haushalte bestanden aus alleinlebenden Personen im Alter von 65 Jahren oder darüber. Die durchschnittliche Zahl von Personen in einem Haushalt war 2,33 und die durchschnittliche Zahl von Personen in einer Familie war 2,99.
Das mediane Alter war 39 Jahre. 22,8 % der Einwohner waren unter 18 Jahren; 7,7 % waren zwischen 18 und 24 Jahren; 27,9 % waren zwischen 25 und 44 Jahren; 21,4 % waren zwischen 45 und 64 Jahren; und 20,1 % waren 65 Jahre oder älter. Die Einwohner waren zu 47,3 % männlich und zu 52,7 % weiblich.

## Wirtschaft
Das River City Casino, ein Kasino, liegt bei Lemay.

## Bildung
Hancock ist der hauptsächlich Schulamtsbezirk der Siedlung. Seine Schulen sind Hancock High School, Hancock Middle School, Hancock Elementary School, und Hancock Early Childhood Center.